# ヘンリク・グレツキ
ヘンリク・ミコワイ・グレツキ（ポーランド語: Henryk Mikołaj Górecki [ˈxɛnrɨk miˈkɔwaj ɡuˈrɛt͡skʲi]; 1933年12月6日 - 2010年11月12日）は、ポーランドの現代音楽の作曲家。スターリン以後の文化的な「雪どけ」の期間においてポーランドの前衛芸術の主導的人物となる。評論家のアレックス・ロスによると、近年のクラシック音楽の作曲家では経済的に比類ない成功を収めた。

## 概要
ウェーベルンに影響された1950年代と1960年代のセリアルな初期作品は、不協和な近現代的な音楽であり、ルイージ・ノーノやカールハインツ・シュトックハウゼン、クシシュトフ・ペンデレツキ、カジミェシュ・セロツキらに感化されていた。1960年代を通してこのような路線を続けていたが、1970年代半ばになるまでに、過渡的な《交響曲第2番「コペルニクス派」》や《同第3番「悲歌の交響曲」》に見られるように、あまり複雑でない「聖なるミニマリズム」の作風へと転換する。こうした後年の作風は、1979年の《主を畏れる者は幸いなり(Beatus Vir)》から、1981年の合唱曲《ミゼレーレ(Miserere)》や1993年の《あるポルカのための小レクイエム(Kleines Requiem für eine Polka)》、鎮魂歌である《グッド・ナイト(Good Night)》に至るまで、幾多の局面を通じて変化を遂げた。
グレツキの名は、1980年代末後半までポーランド国外ではほとんど知られていなかった。1992年に《交響曲第3番》の音源が作曲から15年を経て、ドーン・アップショーの歌唱とデイヴィッド・ジンマンの指揮により、ホロコーストの犠牲者の追悼として発表されると、世界中で商業的にも評論界でも成功を収め、100万枚以上の音盤が売れ、存命中の20世紀音楽の作曲家による交響楽の録音としては異例の売り上げとなった。グレツキ自身はその人気ぶりについて、「おそらく人々はこの楽曲に、自分が求めている何かを見出しているのでしょう。ともかく私は、人々が見失っていた何かを言い当てられたのです。それは、人々に姿を隠していた何かなのでした。私は自分が、人々に求められていたものを直感的に分かっていたのだと感じています」と語った。こうした人気も、グレツキの他の作品に対する幅広い関心を惹き起こすには至らず、本人も先だっての成功を繰り返したり、商業的な報酬を求めて作曲したりすることには明らかに抵抗を示した。とはいえ《交響曲第3番》はオーストラリアの映画監督ピーター・ウィアーの興味を集め、その一部が1993年の映画『フィアレス/恐怖の向こう側』に使用されている。
パリでの留学時代と、短期間ベルリンに滞在した時期を除けば、グレツキは生涯のほとんどを南ポーランドに過ごした。

## 生涯

### 生い立ち
ヘンリク・グレツキは1933年12月6日に、ポーランド南西部の現シロンスク県チェルニツァの集落に生まれた。つましい家庭ではあったが両親は音楽愛好家であり、父ロマン(1904年–1991年)は地元の駅舎の雑貨店に勤めながらアマチュアの音楽家としても活動し、母オチリア(1909年–1935年)はピアノを嗜んでいた。オチリアはヘンリクがまだ2歳のうちに夭折しており、多くのグレツキ作品が母親の追憶に捧げられている。ヘンリクは幼少期から音楽に対する興味を顕していたが、実父と継母はそれを認めず、生母の古いピアノに触れることすら許さないほどだった。少年が音楽にこだわっていると、1943年になって地元のアマチュア音楽家で楽器製作者・彫刻家・画家・詩人にして「田舎哲学者」のパヴェウ・ハイドゥガにヴァイオリンを習うことが許された。
1937年にグレツキ少年は隣家の庭で遊んでいて、転んでお尻が剥き出しになってしまう。その結果膿血症を発症するが、地元の医師によって誤診されて適切な治療が遅れ、骨格系の結核症状を併発するに至った。病気は2年間ほぼ放置され、その間苦痛が長引いた。その後20ヶ月にわたってドイツで入院し、4度の手術を受けている。グレツキは生涯にわたって体調不良に悩まされ、結果として「死に神としょっちゅう会話した」と語っている。
1950年代初頭にグレツキはリブニクにあるシャフランコフ兄弟国立中等音楽学校に学んだ。1955年から1960年にかけてカトヴィツェ国立高等音楽学校（現カロル・シマノフスキ音楽アカデミー)に進学し、1965年に同校に教員として加わった。1968年には講師に任用され、その後は学長へと昇進して1979年に辞職している。

### リドゥウトヴィとカトヴィツェ

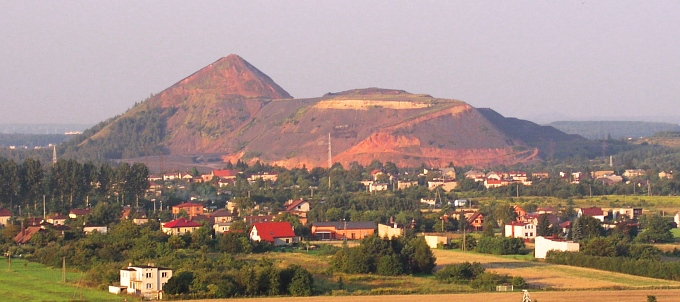
リドゥウトヴィの眺望。この地でグレツキは1951年から1953年までの2年間、教鞭を執った。

1951年から1953年にかけてグレツキはポーランド南部のリドゥウトヴィの郊外の学校で、10歳と11歳の学童を指導した。1952年にリブニクの中等音楽学校の教育課程に在籍し、クラリネットとヴァイオリン、ピアノ、音楽理論とを学んだ。猛烈な学業の末に、4年課程をわずか4ヶ月で修了した。この間に自作の作曲に取りかかるが、ほとんどが歌曲やピアノ曲であった。折りにつけ、より野心的な構想を練っており、1952年にはアダム・ミツキェヴィチのバラード『シュヴィテジャンカ(Świtezianka)』に着手するが、未完成のまま遺された。この頃のグレツキの生活はしばしば苦しかった。教職は俸給が安く、一方で不足の経済のせいで五線譜はたまに入手しづらくなったり値上がりしたりした。ラジオが手に入らなかったので、グレツキは週ごとに『音楽運動 Ruch muzyczny 』誌や『音楽 Muzyka』誌を購読したり、1週間に1部の楽譜を購入したりして、楽壇の動向に合わせ続けた。

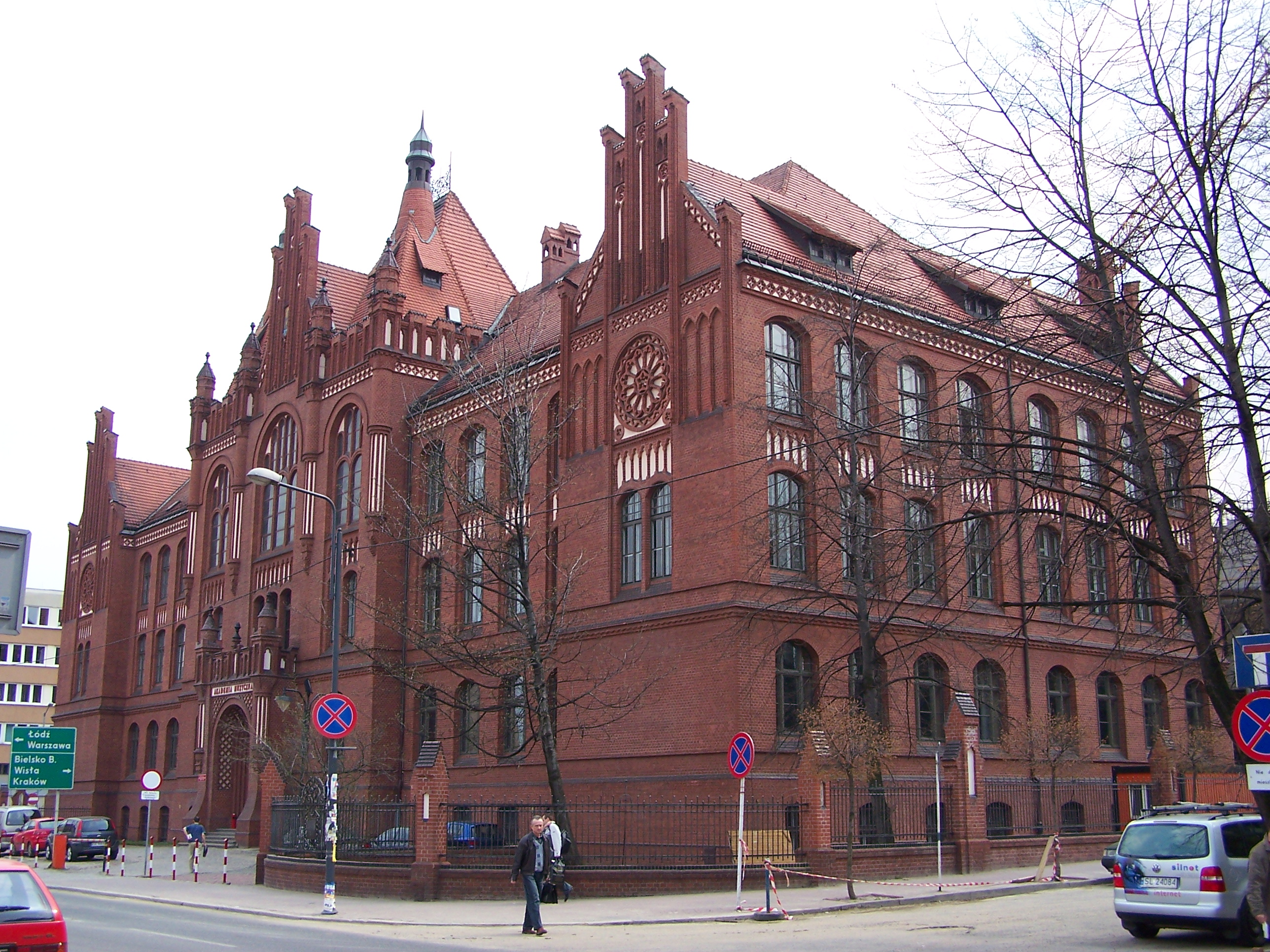
グレツキが1968年から教鞭を執ったカトヴィツェ国立高等音楽学校

グレツキは公式な音楽学習をカトヴィツェ国立高等音楽学校で続け、カロル・シマノフスキ門下の作曲家ボレスワフ・シャベルスキに師事した。シャベルスキは着想源の多くをポーランド高地の民謡から得ていた。シャベルスキはグレツキとかなりの距離感をとることで門弟の自信や独立心を鼓舞し、独自の発想や構想を練り上げることができるようにした。グレツキの初期の数作はあからさまな新古典主義音楽であったが、その間グレツキは十二音技法を習得することもできた。

### 教授職
1975年にカトヴィツェ高等音楽学校の作曲科教授に任命され、門下にエウゲニウシュ・クナピク、アンジェイ・クシャノフスキ、ラファウ・アウグスティン、息子のミコワイらを擁した。この頃のグレツキは、ポーランドの共産主義当局があまりにも学校の活動に口出ししすぎていると確信するようになり、「いつもキャンキャン吠える犬ども」と呼んでいた。グレツキは上級の学園管理者ではあったが共産党員ではなかったので、学校や教職員や学生を政治の不当な影響力から護ろうと尽力する度、当局とのほぼ絶えざる軋轢を抱え込んだ。1979年に政府が教皇ヨハネ・パウロ2世のカトヴィツェ訪問の請願を拒絶すると、グレツキは職をなげうって抗議し、共産主義政党であるポーランド統一労働者党と闘争するために結成された、「カトリック知識人クラブ」の地方支部を立ち上げた。
1981年に、「連帯」運動に対する政治的暴力を追想して、大合唱のための『ミゼレーレ』を作曲した。1987年には、ヨハネ・パウロ2世のポーランド訪問に向けて『すべてあなたのもの』を作曲している。

## 作風と作品
グレツキの作風は多岐にわたるが、和声やリズムは比較的簡素な傾向にある。グレツキは「新ポーランド楽派」の創始者と見做されている。テリー・ティーチャウトによると、「グレツキの比較的伝統的な一連の作曲技法には、老練な対位法と、旋律の断片や和声パターンの儀礼的な繰り返しとの両方が含まれている。」
グレツキの1950年代後半に遡る最初期の作品群は、ウェーベルンやその他当時の音列技法の作曲家の前衛音楽の様式によっている。十二音技法や音列技法の作品として、《墓碑銘（ Epitafium ）》（1958年）、《交響曲第1番》（1959年）、《衝突（スコントリ）（Scontri）》（1960年）が挙げられる。当時グレツキの名声はペンデレツキに後れをとってはおらず、その地位を確立した1960年代には、《モノローグ（Monologhi）》で第1位をとっている。1962年になってさえ、「ワルシャワの秋」の聴衆の心に、ペンデレツキと並ぶ現代ポーランド楽派の指導者としてしっかり根を下ろしたのであった。
ダヌータ・ミルカは、グレツキの1960年代における作曲技法が、座標軸や数式、1次元・2次元のパターン、とりわけシンメトリーなど、しばしば幾何学に基づいていることを明らかにしてきた。ミルカは、1962年から1970年までのグレツキの作品に、「幾何学の時代」という呼称を提唱している。クシュシトフ・ドローバの分類に基づいて、彼女はさらにこの時代を2つの時期に分割する。すなわち、「音響学的手法の時期」（1962年–63年）と「単純指向の構成主義の時期」（1964年-70年）とである。
1960年代中葉から1970年代初頭まで、グレツキは急進的なモダニストとしての初期の活動から段々と離れていき、より伝統的でロマン派的な表現様式で作曲するようになる。グレツキの作風の変化は、当時の前衛主義的な音楽界には面汚しと映り、グレツキはポーランドの様々な機関から依嘱を受け続けていたものの、1970年代中葉までにはもはや作曲界の重鎮とは見做されていなかった。ある評論家の言葉によるなら、グレツキの「新たな素材はもはや頭でっかちでも貧弱でもない。むしろ、著しく表情豊かで、常にリズミカルで、オーケストラの音色が最も暗いときでも生彩に富んでいる。」

### 初期：モダニストの時期
1958年2月にカトヴィツェで行われたグレツキ作品の最初の公演は、シマノフスキやバルトークの影響を明白に示す作品ばかりがプログラムに載せられていた。カトヴィツェ・シロンスク・フィルハーモニー管弦楽団が、24歳のグレツキの作品のみで演奏会を開いたのである。この催しが、音楽祭「ワルシャワの秋」のための作曲という依嘱をもたらしたのだった。提出作品の《墓碑銘》はグレツキの進展に新たな局面を記すこととなり、「ポーランドの新たな波のうちで最も色彩豊かで生気あふれる表現」を代表するものと言われた。「ワルシャワの秋」はグレツキの国際的な檜舞台への進出を告げるものとなり、グレツキはたちまち西側前衛音楽のエリートたちのお気に入りとなったのだった。1991年に音楽評論家のジェームズ・ヴィエジュビツキは、「ポスト・ウェーベルン的な音列技法、引き締まった構成、稀薄な管弦楽法、ピッチの論理的な配列に対する念入りな注意、というものを受け継いだポーランド人と見做されている」と述べた。
グレツキは《交響曲第1番》を1959年に書き上げ、翌年優等で音楽学校を卒業する。1960年度の「ワルシャワの秋」音楽祭では、グレツキの管弦楽曲《衝突（スコントリ）》が、尖鋭な対比と激烈な強弱法により、評論家の間で旋風を招いた。1961年までにグレツキはウェーベルンやクセナキス、ブーレーズを吸収してポーランド前衛音楽の最前線に立っており、《交響曲第1番》はビエンナール・ド・パリにおいて国際的な称賛を浴びた。グレツキはパリに留学して研鑽を重ね、同地に滞在中にメシアンやロマン・パレステル、カールハインツ・シュトックハウゼンらの同時代人に感化された。
グレツキは1968年にカトヴィツェ国立高等音楽学校で教鞭を執るようになり、スコアリーディングや管弦楽法、作曲を指導した。1972年には准教授に昇進すると、しばしばつっけんどんな人となりで学生たちの間で恐れられていた。ポーランドの作曲家ラファウ・アウグスティンによると、「グレツキの指導を受け始めたときは、まるで冷や水を頭にぶっかけられているような気分だった。グレツキは意見するときは情け容赦ない人になれる人だった。意気地無しは挫けてしまったけれども、グレツキに師事した卒業生は、例外なく立派な作曲家になっていますよ」。グレツキも認めている。「2・3年の間、私は教育者であり、音楽学校の教師だった。学生たちは私にたくさん、たくさん聞き出そうとしたものだ。作曲の仕方とか、何を書くのかとかね。私は決まってこんな風に答えた。『音楽無しで2・3日過ごせるなら作曲なんかするな。女の子と過ごすか酒盛りでもしてろ。音楽無しでは生きられないなら、作曲しろ』と」。教育活動や度々の発病のため、グレツキはこの時期ほんの時たましか作曲しなかった。

### モダニズムからの脱却
1970年代初頭までに、グレツキはかつての急進的なモダニズムから離れて行くようになり、声楽を主体としたより伝統的な表現手法に取り組もうとしていた。グレツキの作風の転換は前衛的な楽壇にとって面汚しであり、グレツキはさまざまなポーランドの機関から依嘱を打診され続けていたにもかかわらず、重要な作曲家とは見做されなくなっていた。後にある評論家は、グレツキの「新たな素材はもはや頭でっかちでも貧弱でもない。むしろ、著しく表情豊かで、常にリズミカルで、オーケストラの音色が最も暗いときでも生彩に富んでいる」と述べた。グレツキは徐々に、初期の名声をもたらした不協和音・音列技法・ソノリズムといったものを拒絶し、大きくゆっくりとした動きと、小さな組織の繰り返しとを好むようになった。

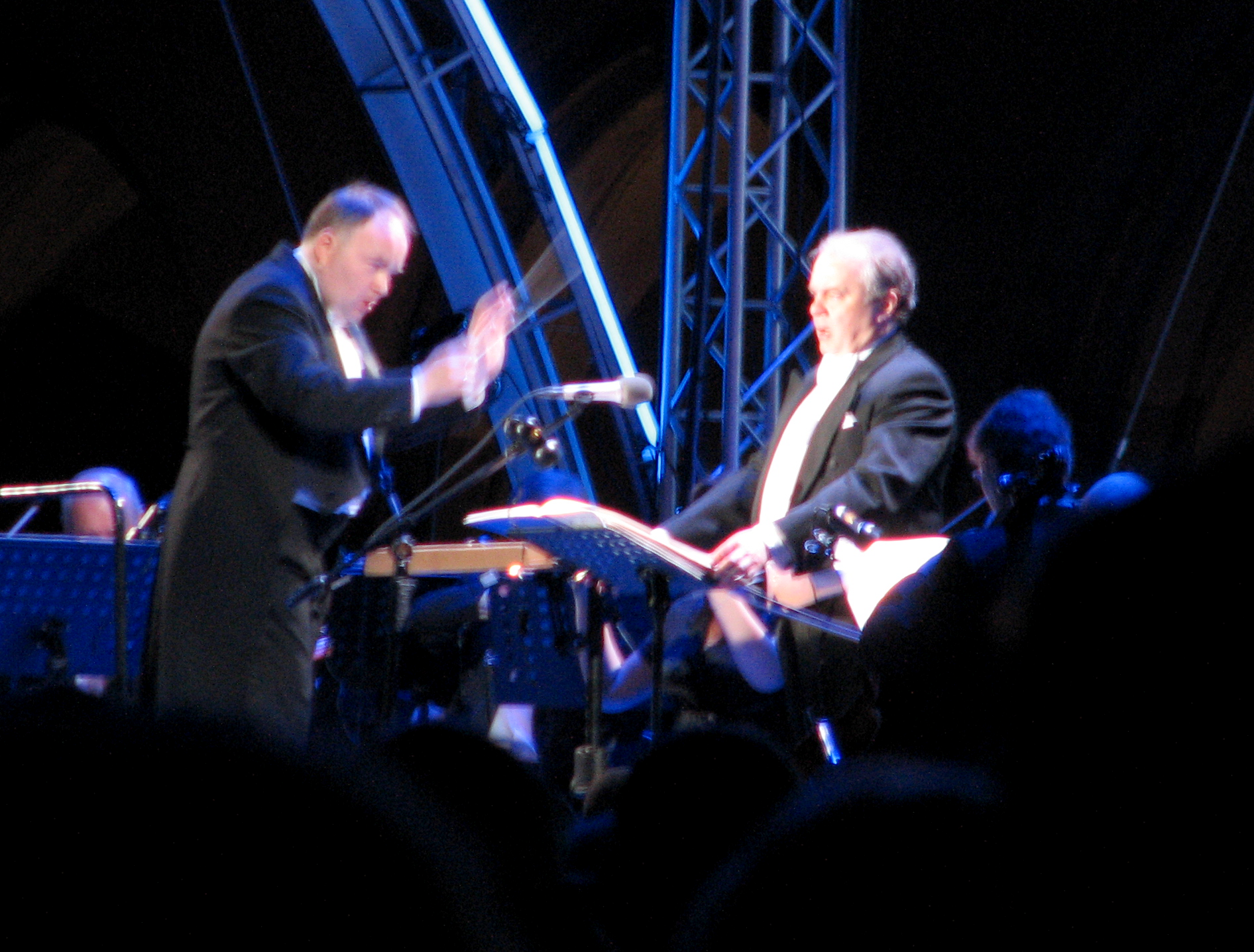
ヴウォジミェシュ・シェドリク指揮による《主を畏れる者は幸いなり》の上演。本作はカロル・ヴォイティワのローマ教皇就任を祝して作曲された。

《交響曲第2番「コペルニクス派」》は、1972年に天文学者ニコラウス・コペルニクスの生誕500周年を記念して作曲された。ソプラノとバリトンの独唱や合唱・管弦楽のために記念碑的な様式で作曲されており、コペルニクスの『天球の回転について』のほかに詩篇第145番・第6番・第135番からとられた歌詞が浮き彫りにされている。2楽章の作品で、典型的な演奏は35分を要する。ニューヨーク・コチューシコ財団の依嘱作品であり、ポーランド国外の聴衆の心を鷲掴みにする初期の機会をグレツキにもたらした。いつも通りグレツキは題材について幅広い研究を行い、コペルニクスの発見について、必ずしもそのすべてを前向きであると見做したわけではなかったものの、その哲学的な意義に特に関心を払った。歴史家のノーマン・デイヴィスが論述しているように、「地球が太陽の回りを巡っているという彼の発見は、人類の境遇という広く行き渡った概念に最も根本的な革命を引き起こしたのである。」
1980年代中葉までにグレツキはより国際的な聴衆を惹き付けるようになり、1989年にはロンドン・シンフォニエッタが、ロシアの作曲家アルフレート・シュニトケの作品と並んでグレツキ作品を取り上げる週末のコンサートを催した。1990年に、アメリカ合衆国のクロノス・カルテットが《弦楽四重奏曲第1番「すでに日は暮れて」》作品62をグレツキに依嘱して録音しているが、これは同団体とグレツキとの長い絆の始まりを告げる出来事だった。
グレツキの最も有名な作品は、「悲歌の交響曲」としても知られる《交響曲第3番》である。本作は緩やかで瞑想的であり、3つの楽章のめいめいがオーケストラとソプラノ独唱のために作曲されている。第1楽章の台本は15世紀の哀歌から採られており、一方で第2楽章は十代の女性ヘレナ・ブヮジュシャクヴナ（ヘレナ・ブヮジュシャクとも）が聖母マリアの庇護を祈願してゲシュタポのザコパネ監獄の壁に書き付けた言葉を用いている。第3楽章は、シレジア蜂起の際に殺された息子を捜す母親の苦悩を描いた、シロンスク民謡の歌詞を用いている。《交響曲第3番》の主要なテーマは、母性と、戦争による離別である。両端楽章は我が子を喪った親の視点から、中間楽章は親から引き離された子どもの視点から創られている。

### 晩年の作品
《交響曲第3番》の成功にもかかわらず、グレツキは同じような作風で再び作曲しようとする誘惑に抗い、AllMusicによると、自分の経歴や名声を伸ばすためではなく、ほとんど「内なる創作の声に応えるために」創作を続けた。
1994年2月にクロノス・カルテットは、現代音楽に対する関心がポストモダン的に甦ってきた情勢を受けて、ブルックリン音楽アカデミーにおいて4度の演奏会を行なった。最初の3つの演奏会は、3人の存命中の作曲家による弦楽四重奏曲などの作品を目玉にしていた。その3人とは、2人のアメリカ人（フィリップ・グラスとジョージ・クラム）と1人のポーランド人（グレツキ）であった。
グレツキ晩年の作品には、クロノス・カルテットのための1992年の依嘱作品《弦楽四重奏曲第3番「歌が歌われる」》のほかに、フルートと管弦楽のための《カンタータ協奏曲》（1992年）、ピアノと13楽器のための《ポルカのための小レクイエム》（1993年）が挙げられる。《歌が歌われる》はヴェリミール・フレーブニコフの詩に触発されている。グレツキは、完成までになぜ13年もかかったのかと尋ねられて、「世に送り出すのをずっとこらえていたんです。どうしてでしょうね」と答えた。《カンタータ協奏曲》と《小レクイエム》は、それぞれロンドン・シンフォニエッタやシェーンベルク・アンサンブルによって録音された。
「タンスマン・エピソード」の副題を持つ《交響曲第4番》は、かつてない名声にグレツキが不安になったせいも一部にあって、長年にわたって完成が遅れた。実のところ2010年に作曲者が逝去したときは楽器配置が実施すらされておらず、息子のミコワイが父親の書き遺したピアノ譜やメモを手懸りに完成させたのであった。《交響曲第2番》や《第3番》と同様の反復の技法を用いているが、非常にかけ離れた印象がする。例えば、開始部はひどくやかましく繰り返される一連の細胞から出来ているが、音名象徴を用いてアレクサンドル・タンスマンの名を一斉に署名しており、そこではバスドラムが重い打撃音で区切りを付け、イ調と変ホ調の和音が複調性でぶつかり合っている。

### 最晩年
人生最後の十年間にグレツキは頻繁な病気にさいなまれた。《交響曲第4番》作品85（2006年）は2010年にロンドン・フィルハーモニー管弦楽団によりロンドンで初演される予定だったが、作曲者の発病により中止された。グレツキは同年11月12日にカトヴィツェの自宅において、肺の感染症による合併症で他界した 。グレツキの訃報に反応して、カロル・シマノフスキ音楽アカデミーの院長エウゲニウシュ・クナピク教授は、グレツキの創作は我々の行く手に横たわる巨石のようなものであり、我々に霊的・情緒的な努力を迫るものだ」と述べた。 カーディフ大学の音楽科教授で作曲家のエイドリアン・トマスは、「グレツキの特徴である強さと驚くべき独創性が、その作品を照らし出している。（中略）とはいえ彼は誠実な家庭人で、時として考えにくいほどに、家族に強い信念を持っている。優れたユーモア感覚をもち、仮借無い病に身をもって立ち向かい、固い友情にも恵まれていた」と述べている。妻ヤドヴィガはピアノ教師、娘のアンナ・グレツカ=スタンチクはピアニスト、息子のミコワイは作曲家である。孫が5人いる。
《交響曲第4番》の世界初演は2014年4月12日に行われた。2010年当初に予定されていたように、ロンドン・ロイヤル・フェスティバル・ホールにてロンドン・フィルハーモニー管弦楽団によって上演されたが、指揮者はマリン・オールソップでなくアンドレイ・ボレイコが務めた。《交響曲第4番は》壮大な37分間の楽曲で、ピアノやオルガンのオブリガートを伴うおよそ100名からなるオーケストラのために作曲されている。作曲者は暗号を遺しており、アレクサンドル・タンスマンの氏名を音名象徴に用いてどのように交響曲の主題を組み立てたのかを説き明かしている。
2004年にグレツキは、管弦楽のための《2つのトリスタン後奏曲とコラール》作品82のピアノ簡略譜を遺している。オーケストレーションは息子ミコワイによって行われ、2016年10月16日にワルシャワのポーランド放送局ヴィトルト・ルトスワフスキ・スタジオにおけるタンスマン音楽祭で初演が行われた。指揮者はイェジー・マクシミウク、演奏はシンフォニア・ヴァルソヴィアであった。

## 評価と受容

### 音楽史上の系譜
グレツキを位置づける際に、音楽学者や音楽評論家はたいていグレツキの活動を、アイヴズやメシアンといった作曲家を引き合いにして論じている。
グレツキのモダニスト的な作曲技法は、ストラヴィンスキーやバルトーク、ヒンデミット、ショスタコーヴィチらの手法と比較されてきた。
1970年代に音列技法や不協和音に背を向けるようになってからは、しばしばペルトやタヴナー、カンチェリと比較されている。共通する影響が認められないにもかかわらず、これらの作曲家を総称するためにしばしば「聖なるミニマリズム」という用語が使われている。テクスチュアや調性・旋律の簡素化という相通ずる姿勢が、しばしば作品中に確固たる信仰心として反映しているからである。
グレツキ本人は、バッハやハイドン、モーツァルトといった作曲家にも親しみを覚えると語っていたが、とりわけ調的な構成や基本的な素材の処理という点において最も親近感を覚えていたのは、シューベルトであった。オランダのドキュメンタリー映画シリーズ『作曲家 (Toonmeesters)』において、第4話（1994年）がグレツキ編であったのだが、その中でグレツキは、三度の飯よりバッハやベートーヴェン、モーツァルトを演奏する方が好きだとし、モーツァルトやシューベルトには多くの新しい事柄や音楽の新たな回答が見つかると語った。

### 評伝
1994年にボグスワフ・マチェイェフスキが最初の伝記『グレツキ その音楽と現代』を上梓した。グレツキの生涯と作品について大幅に紙面が割かれており、ラジオ番組「クラシックFM」で有意義に取り上げられたおかげで、グレツキの名はカルト的な地位に達したのだった。
グレツキは1994年のインタビューにおいて自身の聴衆について論じた際に、次のように述べている。
私は聴き手を選びません。私が言いたいのは、私は聴き手のためには決して作曲していないということです。聴衆のことは思い浮かびますが、聴衆のために書く気にはなりません。私には言いたいことがありますが、聴衆もそのことに探りを入れてもらいたいのです。それでも私は聴衆のための作曲はしてこなかったし、今後もするつもりはありません。なぜなら、聴衆は何かを得なければなりませんし、聴衆がある事柄を理解するためには努力しなければならないからです。私が聴衆を思い遣ったところで、この人はこれが、あの人はあれが好きだというのであれば、何を作曲すればいいのか分かりっこないでしょう。聴き手ひとりひとりが、それぞれ興味のあることを選べばいいのです。モーツァルトが好き、またはショスタコーヴィチが好き、またはバーンスタインが好き、でもグレツキは嫌いという人に、私は何の異論も唱えません。私にはそれで十分です。私にだって好き嫌いというものはあります。

### 栄誉
グレツキは、ケベック州のモントリオール・コンコルディア大学から名誉博士号を授与されている。同大学のヴォルフガング・ボッテンベルク教授は、グレツキを「現代で最も高名で尊敬される作曲家」の一人と呼んで、グレツキの作品は「今世紀の結びの時期で最も肯定的な側面を代表している。それは今世紀の暴力や不寛容によって冒された傷を我々が癒やそうとしているのと同様の試みである。100年後まで生き延びて、他の作曲家を啓発するであろう」とした。
2007年には、『デイリー・テレグラフ』紙の特集記事「存命中の100人の天才一覧」において、32位に付けている。2008年には、クラクフ音楽アカデミーから名誉博士号を授与された。授与式において、いくつかのグレツキの合唱曲がクラクフのフランシスコ会の聖歌隊員によって上演された。
グレツキの死の前月に、ポーランド大統領ブロニスワフ・コモロフスキからポーランド最高の栄誉であるポーランド白鷲勲章が授与されている。勲章は入院先で臥床しているグレツキに、大統領夫人によって贈呈された。それ以前には、ポーランド復興勲章や大聖グレゴリウス勲章を受章している。

### 映像作品等における利用例
グレツキ作品は映画のサウンドトラックに起用されたものがあり、特に《交響曲第3番》からの断片が知られる。そのような例として、ピーター・ウィアーの1993年の映画『フィアレス』、ジュリアン・シュナーベルの1996年の伝記映画『バスキア』、ショーナ・アウアーバックの1996年の映画『セヴン』、ハイメ・マルケスの2007年の映画『盗っ人（Ladrones）』、テレンス・マリックの2012年の実験的恋愛映画『トゥ・ザ・ワンダー』、パオロ・ソレンティーノの2013年の芸術ドラマ映画『グレート・ビューティー/追憶のローマ』、フェリックス・ヴァン・フルーニンゲンの2018年の伝記映画『ビューティフル・ボーイ』、マリックの2019年の歴史劇映画『名もなき生涯』が挙げられる。数多くのテレビ番組によってテレビでも流されており、アメリカ合衆国だけでも、犯罪ドラマ『ザ・ソプラノズ 哀愁のマフィア』、ドラマシリーズ『レギオン』、犯罪スリラー・シリーズの『ブラックリスト』、歴史ドラマ『ザ・クラウン』といった使用例が挙げられる。
カナダの振付師クリスタル・パイトは、グレツキの《交響曲第3番》の第1楽章をバレエ『逃亡パターン（Flight Pattern）』に仕立てた。2022年には交響曲全体に振り付けし、大作『抜け道の光明（Light of Passage）』に改作している。
フランスの映画監督ベルトラン・ブリエは《主を畏れる者は幸いなり》を『私の男』に使用した。

## 註釈
1. 1 2 3 4 5  Perlez, Jane (1994年2月27日). “Henryk Gorecki”. The New York Times
2. 1 2  “Polish composer Henryk Gorecki dies at the age of 76”. BBC News. (2010年11月12日)
3. ↑  “Polish composer Henryk Gorecki dies aged 76”. Reuters. (2010年11月12日) 2010年11月12日閲覧。
4. ↑  Thomas (1997), p. 12.
5. ↑  Kubicki, Michal. "H.M. Górecki at 75". The News.pl, 8 December 2008 (archive from 2 March 2009, retrieved on 26 August 2015).
6. ↑  Ross, Alex (30 January 2015). “Cult Fame and Its Discontents”. The New Yorker.  オリジナルの29 June 2015時点におけるアーカイブ。. "No classical composer in recent memory, not even the inescapable Philip Glass, has had a commercial success to rival that of the late Polish master Henryk Górecki."
7. 1 2  Thomas (1997), p. 17
8. ↑  Mellers (1989), p. 23.
9. ↑  Cummings (2000), 241Template:Incomplete short citation
10. 1 2  Thomas (2005), p. 262
11. ↑  Morin (2002), p. 357.
12. ↑  Thomas (2001).
13. 1 2  Steinberg (1995), p. 171
14. ↑  Steinberg (1995), p. 170.
15. ↑  "The Twentieth Century: On Life and Music: A Semi-Serious Conversation". The Musical Quarterly, 82.1, 1998. 73–75Template:Author missing
16. ↑  Thomas (1997), p. xiii.
17. ↑  Howard (1998), pp. 131–133.
18. 1 2  Thomas (1997), p. xvi
19. ↑  Thomas (1997), p. vi.
20. ↑  Howard (1998), p. 134.
21. ↑  Slonimsky (2001).
22. ↑  Thomas (1997), p. xviii.
23. ↑  Thomas (1997), p. 13
24. 1 2 3 4 5 6  Harley, James & Trochimczyk, Maja. "Henryk Mikołaj Górecki". Polish Music Information Center, November 2001. Retrieved on 6 March 2009.
25. ↑  Thomas (1997), p. 1.
26. ↑  Thomas (1997), pp. 39–41.
27. ↑  Lebrecht, Norman. "How Górecki makes his music". La Scena Musicale. 28 February 2007. Retrieved on 4 January 2008.
28. ↑  Thomas (2005), p. 159.
29. ↑  "Górecki, Henryk Biography Archived 17 October 2009 at the Wayback Machine.". Naxos Records. Retrieved on 1 June 2009.
30. 1 2 3  Teachout, Terry (1995). “Holy minimalism”. Commentary 99 (4):  50.
31. ↑  Mirka (2004), p. 305.
32. ↑  Jacobson (1996), p. [要ページ番号].
33. ↑  Mirka (2004), p. 329.
34. 1 2 3 4  Wierzbicki, James. "Henryk Gorécki" Archived 14 August 2009 at the Wayback Machine.. St. Louis Post-Dispatch, 7 July 1991. Retrieved on 24 October 2008.
35. ↑  Thomas (1997), p. 29
36. 1 2  Wright (2002), p. 362
37. 1 2  Duffie, Bruce. "Composer Henryk-Mikolaj Górecki: A conversation with Bruce Duffie". bruceduffie.com, 24 April 1994. Retrieved 22 December 2007.
38. ↑  Williams, Julie. "Henryk Górecki: Composer Profile". MusicWeb International, 2008. Retrieved on 13 December 2008.
39. ↑  Howard (1998), p. 135.
40. ↑  Thomas (1997), p. 77
41. ↑  Thomas (1997), p. 74
42. ↑  Davies, Norman. God's Playground: A history of Poland. Oxford, 1981. 150. ISBN 0-19-925339-0
43. ↑  Thomas (2008), 5:35.
44. ↑  "Henryk Górecki + Kronos Quartet". Nonesuch Records. Retrieved on 1 June 2009.
45. ↑  Thomas (1997), p. 82.
46. ↑  Ellis, David. "Evocations of Mahler" Archived 17 September 2012 at the Wayback Machine. (PDF). Naturlaut 4(1): 2–7, 2005. Retrieved 22 June 2007.
47. ↑  "Henryk Górecki: Biography". AllMusic. Retrieved on 13 December 2008.
48. ↑  Gardner, Charlotte. "String Quartet No. 3 '...songs are sung'". BBC, 22 March 2007. Retrieved on 27 March 2010.
49. ↑  "Henryk Mikolaj Górecki". Boosey & Hawkes, February 2007. Retrieved on 24 October 2008.
50. ↑  Adrian Thomas, notes to Nonesuch Records' 2016 recording of the symphony, 7559-79503-4
51. ↑  Thomas, 2016Template:Incomplete short citation
52. 1 2 3  Potter, Keith (2010年11月12日). “Henryk Górecki obituary”. The Guardian (London) 2010年11月13日閲覧。
53. ↑  Southbank Centre. Retrieved on 5 February 2010.)
54. 1 2  “Polish classical composer Gorecki dies at 76”. The Washington Post. (2010年11月12日) 2010年11月13日閲覧。[リンク切れ]
55. ↑  “Polish composer of 'Sorrowful Songs' Gorecki dies, aged 76”. Deutsche Welle. (2010年11月12日) 2010年11月13日閲覧。
56. ↑  “Polish classical composer Gorecki dies at 76”. Deseret News. Associated Press. (2010年11月12日) 2010年11月12日閲覧。
57. ↑  The Guardian video of world premiere Archived 4 March 2016 at the Wayback Machine.
58. ↑  Wendland, Andrzej. "The Phenomenon and Mystery of Górecki’s Fourth Symphony – Tansman Episodes". In Trochimczyk (2017).
59. ↑  Wendland, Andrzej (2019) (English). Górecki, Penderecki. Diptych. Los Angeles: Moonrise Press. p. 3. ISBN 978-1-945938-30-6
60. ↑  “Prologue: Tansman – Górecki. World premieres” (英語). www.polmic.pl. 2021年10月29日閲覧。
61. 1 2 3  Thomas (1997), p. 135
62. ↑  Maciejewski (1994).
63. ↑  Bottenberg, Wolfgang. "Gorecki, Martin to receive honours". Concordia University, 19 November 1998. Retrieved on 26 October 2008.
64. ↑  “Top 100 living geniuses” 2019年11月3日閲覧。
65. ↑  "Henryk Górecki Receives Honorary Doctorate from Krakow Music Academy". Nonesuch Records (press release), 13 May 2008. Retrieved on 26 October 2008.
66. ↑  “Music: No, Mother, do not weep – Inkless Wells, Uncategorized – Macleans.ca”. Maclean's. (2010年11月12日) 2010年11月13日閲覧。
67. ↑  Original soundtrack Fearless - オールミュージック
68. ↑  Basquiat - IMDb（英語）
69. ↑  To the Wonder - IMDb（英語）
70. ↑  The Great Beauty - IMDb（英語）
71. ↑  “Songs and music featured in Beautiful Boy” 2019年11月3日閲覧。
72. ↑  “A Hidden Life Soundtrack” 2019年11月4日閲覧。
73. ↑  “The Sopranos Soundtrack” 2019年11月6日閲覧。
74. ↑  “Legion soundtrack. S2 E6 chapter 14” 2019年11月3日閲覧。
75. ↑  “The Blacklist (NBC) Soundtrack” 2019年11月4日閲覧。
76. ↑  “The Crown Soundtrack” 2019年11月4日閲覧。

## 参考書籍
- Marek, Tadeusz; Drew, David (March 1989). “Górecki in Interview (1968) – And 20 Years After”. Tempo. New Series (168):  25–28. doi:10.1017/S0040298200024918. JSTOR 944855.
- Markiewicz, Leon (July 1962). “Conversation with Henryk Górecki”. Polish Music Journal 6 (2). ISSN 1521-6039.  オリジナルの27 February 2016時点におけるアーカイブ。. Special edition marking Górecki's 70th birthday, consisting of articles exclusively on Górecki.